# Caryophyllia decamera
Caryophyllia decamera är en korallart som beskrevs av Stephen D. Cairns 1998. Caryophyllia decamera ingår i släktet Caryophyllia och familjen Caryophylliidae. Inga underarter finns listade i Catalogue of Life.